# Список астероїдів (21801—21900)
| Назва                                    | Тимчасове позначення | Дата відкриття   | Місце відкриття                         | Відкривач                   |
| ---------------------------------------- | -------------------- | ---------------- | --------------------------------------- | --------------------------- |
| 21801 Анчерл (Ancerl)                    | 1999 TW3             | 2 жовтня 1999    | Обсерваторія Ондржейов                  | Ленка Коткова               |
| 21802 Сворень (Svoren)                   | 1999 TE6             | 6 жовтня 1999    | Обсерваторія Модри                      | Леонард Корнош, Юрай Тотг   |
| (21803) 1999 TC7                         | 1999 TC7             | 6 жовтня 1999    | Вішнянська обсерваторія                 | Корадо Корлевіч, Маріо Юріч |
| 21804 Вацлавнейманн (Vaclavneumann)      | 1999 TC8             | 4 жовтня 1999    | Обсерваторія Ондржейов                  | Ленка Коткова               |
| (21805) 1999 TQ9                         | 1999 TQ9             | 8 жовтня 1999    | Вішнянська обсерваторія                 | Корадо Корлевіч, Маріо Юріч |
| (21806) 1999 TE14                        | 1999 TE14            | 10 жовтня 1999   | Вішнянська обсерваторія                 | Корадо Корлевіч, Маріо Юріч |
| (21807) 1999 TH14                        | 1999 TH14            | 10 жовтня 1999   | Вішнянська обсерваторія                 | Корадо Корлевіч, Маріо Юріч |
| (21808) 1999 TR18                        | 1999 TR18            | 14 жовтня 1999   | Станція Сінлун                          | SCAP                        |
| (21809) 1999 TG19                        | 1999 TG19            | 15 жовтня 1999   | Обсерваторія Гай-Пойнт                  | Денніс Чесні                |
| (21810) 1999 TK19                        | 1999 TK19            | 9 жовтня 1999    | Касіхара                                | Фуміякі Уто                 |
| 21811 Барроуз (Burroughs)                | 1999 TR20            | 5 жовтня 1999    | Обсерваторія Ґудрайк-Піґотт             | Рой Такер                   |
| (21812) 1999 TZ22                        | 1999 TZ22            | 3 жовтня 1999    | Обсерваторія Кітт-Пік                   | Spacewatch                  |
| 21813 Денвайнґар (Danwinegar)            | 1999 TK25            | 3 жовтня 1999    | Сокорро (Нью-Мексико)                   | LINEAR                      |
| 21814 Шанаволфф (Shanawolff)             | 1999 TQ27            | 3 жовтня 1999    | Сокорро (Нью-Мексико)                   | LINEAR                      |
| 21815 Фанянґ (Fanyang)                   | 1999 TF29            | 4 жовтня 1999    | Сокорро (Нью-Мексико)                   | LINEAR                      |
| (21816) 1999 TE31                        | 1999 TE31            | 4 жовтня 1999    | Сокорро (Нью-Мексико)                   | LINEAR                      |
| 21817 Інлін (Yingling)                   | 1999 TG32            | 4 жовтня 1999    | Сокорро (Нью-Мексико)                   | LINEAR                      |
| 21818 Юрканін (Yurkanin)                 | 1999 TJ32            | 4 жовтня 1999    | Сокорро (Нью-Мексико)                   | LINEAR                      |
| (21819) 1999 TX32                        | 1999 TX32            | 4 жовтня 1999    | Сокорро (Нью-Мексико)                   | LINEAR                      |
| (21820) 1999 TQ34                        | 1999 TQ34            | 2 жовтня 1999    | Сокорро (Нью-Мексико)                   | LINEAR                      |
| 21821 Billryan                           | 1999 TN36            | 12 жовтня 1999   | Станція Андерсон-Меса                   | LONEOS                      |
| 21822 Degiorgi                           | 1999 TX36            | 15 жовтня 1999   | Станція Андерсон-Меса                   | LONEOS                      |
| (21823) 1999 TX72                        | 1999 TX72            | 9 жовтня 1999    | Обсерваторія Кітт-Пік                   | Spacewatch                  |
| (21824) 1999 TD75                        | 1999 TD75            | 10 жовтня 1999   | Обсерваторія Кітт-Пік                   | Spacewatch                  |
| 21825 Чжан'ічжун (Zhangyizhong)          | 1999 TR88            | 2 жовтня 1999    | Сокорро (Нью-Мексико)                   | LINEAR                      |
| 21826 Юцзячжун (Youjiazhong)             | 1999 TJ91            | 2 жовтня 1999    | Сокорро (Нью-Мексико)                   | LINEAR                      |
| 21827 Чінчжу (Chingzhu)                  | 1999 TS91            | 2 жовтня 1999    | Сокорро (Нью-Мексико)                   | LINEAR                      |
| (21828) 1999 TN92                        | 1999 TN92            | 2 жовтня 1999    | Сокорро (Нью-Мексико)                   | LINEAR                      |
| 21829 Кейлакорнел (Kaylacornale)         | 1999 TZ92            | 2 жовтня 1999    | Сокорро (Нью-Мексико)                   | LINEAR                      |
| (21830) 1999 TW93                        | 1999 TW93            | 2 жовтня 1999    | Сокорро (Нью-Мексико)                   | LINEAR                      |
| (21831) 1999 TX93                        | 1999 TX93            | 2 жовтня 1999    | Сокорро (Нью-Мексико)                   | LINEAR                      |
| (21832) 1999 TZ93                        | 1999 TZ93            | 2 жовтня 1999    | Сокорро (Нью-Мексико)                   | LINEAR                      |
| (21833) 1999 TE95                        | 1999 TE95            | 2 жовтня 1999    | Сокорро (Нью-Мексико)                   | LINEAR                      |
| (21834) 1999 TL96                        | 1999 TL96            | 2 жовтня 1999    | Сокорро (Нью-Мексико)                   | LINEAR                      |
| (21835) 1999 TN96                        | 1999 TN96            | 2 жовтня 1999    | Сокорро (Нью-Мексико)                   | LINEAR                      |
| (21836) 1999 TX96                        | 1999 TX96            | 2 жовтня 1999    | Сокорро (Нью-Мексико)                   | LINEAR                      |
| (21837) 1999 TL97                        | 1999 TL97            | 2 жовтня 1999    | Сокорро (Нью-Мексико)                   | LINEAR                      |
| (21838) 1999 TM99                        | 1999 TM99            | 2 жовтня 1999    | Сокорро (Нью-Мексико)                   | LINEAR                      |
| (21839) 1999 TP100                       | 1999 TP100           | 2 жовтня 1999    | Сокорро (Нью-Мексико)                   | LINEAR                      |
| 21840 Гошчаудхурі (Ghoshchoudhury)       | 1999 TT101           | 2 жовтня 1999    | Сокорро (Нью-Мексико)                   | LINEAR                      |
| (21841) 1999 TE102                       | 1999 TE102           | 2 жовтня 1999    | Сокорро (Нью-Мексико)                   | LINEAR                      |
| (21842) 1999 TH102                       | 1999 TH102           | 2 жовтня 1999    | Сокорро (Нью-Мексико)                   | LINEAR                      |
| (21843) 1999 TF105                       | 1999 TF105           | 3 жовтня 1999    | Сокорро (Нью-Мексико)                   | LINEAR                      |
| (21844) 1999 TN112                       | 1999 TN112           | 4 жовтня 1999    | Сокорро (Нью-Мексико)                   | LINEAR                      |
| (21845) 1999 TC113                       | 1999 TC113           | 4 жовтня 1999    | Сокорро (Нью-Мексико)                   | LINEAR                      |
| 21846 Вояковскі (Wojakowski)             | 1999 TT114           | 4 жовтня 1999    | Сокорро (Нью-Мексико)                   | LINEAR                      |
| (21847) 1999 TA116                       | 1999 TA116           | 4 жовтня 1999    | Сокорро (Нью-Мексико)                   | LINEAR                      |
| (21848) 1999 TO116                       | 1999 TO116           | 4 жовтня 1999    | Сокорро (Нью-Мексико)                   | LINEAR                      |
| (21849) 1999 TA141                       | 1999 TA141           | 6 жовтня 1999    | Сокорро (Нью-Мексико)                   | LINEAR                      |
| 21850 Абшир (Abshir)                     | 1999 TF142           | 7 жовтня 1999    | Сокорро (Нью-Мексико)                   | LINEAR                      |
| (21851) 1999 TO142                       | 1999 TO142           | 7 жовтня 1999    | Сокорро (Нью-Мексико)                   | LINEAR                      |
| 21852 Боландер (Bolander)                | 1999 TR143           | 7 жовтня 1999    | Сокорро (Нью-Мексико)                   | LINEAR                      |
| 21853 Келсікей (Kelseykay)               | 1999 TU146           | 7 жовтня 1999    | Сокорро (Нью-Мексико)                   | LINEAR                      |
| 21854 Брендандваєр (Brendandwyer)        | 1999 TJ147           | 7 жовтня 1999    | Сокорро (Нью-Мексико)                   | LINEAR                      |
| (21855) 1999 TG150                       | 1999 TG150           | 7 жовтня 1999    | Сокорро (Нью-Мексико)                   | LINEAR                      |
| 21856 Хетермарія (Heathermaria)          | 1999 TR150           | 7 жовтня 1999    | Сокорро (Нью-Мексико)                   | LINEAR                      |
| (21857) 1999 TJ154                       | 1999 TJ154           | 7 жовтня 1999    | Сокорро (Нью-Мексико)                   | LINEAR                      |
| 21858 Ґосал (Gosal)                      | 1999 TY155           | 7 жовтня 1999    | Сокорро (Нью-Мексико)                   | LINEAR                      |
| (21859) 1999 TF172                       | 1999 TF172           | 10 жовтня 1999   | Сокорро (Нью-Мексико)                   | LINEAR                      |
| 21860 Джоннаґай (Joannaguy)              | 1999 TX180           | 10 жовтня 1999   | Сокорро (Нью-Мексико)                   | LINEAR                      |
| 21861 Маріхедберг (Maryhedberg)          | 1999 TU189           | 12 жовтня 1999   | Сокорро (Нью-Мексико)                   | LINEAR                      |
| 21862 Джошуаджонс (Joshuajones)          | 1999 TV189           | 12 жовтня 1999   | Сокорро (Нью-Мексико)                   | LINEAR                      |
| (21863) 1999 TC194                       | 1999 TC194           | 12 жовтня 1999   | Сокорро (Нью-Мексико)                   | LINEAR                      |
| (21864) 1999 TD238                       | 1999 TD238           | 4 жовтня 1999    | Каталінський огляд                      | Каталінський огляд          |
| (21865) 1999 TD246                       | 1999 TD246           | 8 жовтня 1999    | Каталінський огляд                      | Каталінський огляд          |
| (21866) 1999 TP247                       | 1999 TP247           | 8 жовтня 1999    | Каталінський огляд                      | Каталінський огляд          |
| (21867) 1999 TQ251                       | 1999 TQ251           | 9 жовтня 1999    | Сокорро (Нью-Мексико)                   | LINEAR                      |
| (21868) 1999 TK291                       | 1999 TK291           | 10 жовтня 1999   | Сокорро (Нью-Мексико)                   | LINEAR                      |
| (21869) 1999 TE296                       | 1999 TE296           | 1 жовтня 1999    | Каталінський огляд                      | Каталінський огляд          |
| (21870) 1999 UD1                         | 1999 UD1             | 16 жовтня 1999   | Вішнянська обсерваторія                 | Корадо Корлевіч             |
| (21871) 1999 UK2                         | 1999 UK2             | 17 жовтня 1999   | Вішнянська обсерваторія                 | Корадо Корлевіч             |
| (21872) 1999 UP3                         | 1999 UP3             | 18 жовтня 1999   | Станція Сінлун                          | SCAP                        |
| 21873 Їндрихувградець (Jindrichuvhradec) | 1999 UU3             | 29 жовтня 1999   | Обсерваторія Клеть                      | Яна Тіха, Мілош Тіхі        |
| (21874) 1999 UB6                         | 1999 UB6             | 18 жовтня 1999   | Станція Сінлун                          | SCAP                        |
| (21875) 1999 UD6                         | 1999 UD6             | 22 жовтня 1999   | Станція Сінлун                          | SCAP                        |
| (21876) 1999 UL9                         | 1999 UL9             | 29 жовтня 1999   | Каталінський огляд                      | Каталінський огляд          |
| (21877) 1999 UL12                        | 1999 UL12            | 31 жовтня 1999   | Обсерваторія Кітт-Пік                   | Spacewatch                  |
| (21878) 1999 UF13                        | 1999 UF13            | 29 жовтня 1999   | Каталінський огляд                      | Каталінський огляд          |
| (21879) 1999 UH13                        | 1999 UH13            | 29 жовтня 1999   | Каталінський огляд                      | Каталінський огляд          |
| (21880) 1999 UF14                        | 1999 UF14            | 29 жовтня 1999   | Каталінський огляд                      | Каталінський огляд          |
| (21881) 1999 UK15                        | 1999 UK15            | 29 жовтня 1999   | Каталінський огляд                      | Каталінський огляд          |
| (21882) 1999 UL16                        | 1999 UL16            | 29 жовтня 1999   | Каталінський огляд                      | Каталінський огляд          |
| (21883) 1999 UC25                        | 1999 UC25            | 28 жовтня 1999   | Каталінський огляд                      | Каталінський огляд          |
| (21884) 1999 UO26                        | 1999 UO26            | 30 жовтня 1999   | Каталінський огляд                      | Каталінський огляд          |
| (21885) 1999 UY27                        | 1999 UY27            | 30 жовтня 1999   | Обсерваторія Кітт-Пік                   | Spacewatch                  |
| (21886) 1999 UZ35                        | 1999 UZ35            | 31 жовтня 1999   | Обсерваторія Кітт-Пік                   | Spacewatch                  |
| 21887 Dipippo                            | 1999 UH42            | 20 жовтня 1999   | Станція Андерсон-Меса                   | LONEOS                      |
| 21888 Durech                             | 1999 UL44            | 29 жовтня 1999   | Станція Андерсон-Меса                   | LONEOS                      |
| (21889) 1999 UJ47                        | 1999 UJ47            | 29 жовтня 1999   | Обсерваторія Кітт-Пік                   | Spacewatch                  |
| (21890) 1999 UG50                        | 1999 UG50            | 30 жовтня 1999   | Каталінський огляд                      | Каталінський огляд          |
| 21891 Andreabocelli                      | 1999 VZ2             | 1 листопада 1999 | Астрономічна обсерваторія Монте-Аґліале | Сауро Донаті                |
| (21892) 1999 VM3                         | 1999 VM3             | 1 листопада 1999 | Обсерваторія Кітт-Пік                   | Spacewatch                  |
| (21893) 1999 VL4                         | 1999 VL4             | 1 листопада 1999 | Каталінський огляд                      | Каталінський огляд          |
| (21894) 1999 VQ4                         | 1999 VQ4             | 1 листопада 1999 | Каталінський огляд                      | Каталінський огляд          |
| (21895) 1999 VA5                         | 1999 VA5             | 5 листопада 1999 | Вішнянська обсерваторія                 | Корадо Корлевіч             |
| (21896) 1999 VM6                         | 1999 VM6             | 7 листопада 1999 | Обсерваторія Ніхондайра                 | Такеші Урата                |
| (21897) 1999 VG7                         | 1999 VG7             | 7 листопада 1999 | Вішнянська обсерваторія                 | Корадо Корлевіч             |
| (21898) 1999 VJ7                         | 1999 VJ7             | 7 листопада 1999 | Вішнянська обсерваторія                 | Корадо Корлевіч             |
| (21899) 1999 VU8                         | 1999 VU8             | 8 листопада 1999 | Обсерваторія Фаунтін-Гіллс              | Чарльз Джулз                |
| (21900) 1999 VQ10                        | 1999 VQ10            | 9 листопада 1999 | Обсерваторія Оїдзумі                    | Такао Кобаяші               |

| ← Астероїди 20001—30000 → |             |             |             |             |             |             |             |             |             |
| 20001—20100               | 21001—21100 | 22001—22100 | 23001—23100 | 24001—24100 | 25001—25100 | 26001—26100 | 27001—27100 | 28001—28100 | 29001—29100 |
| 20101—20200               | 21101—21200 | 22101—22200 | 23101—23200 | 24101—24200 | 25101—25200 | 26101—26200 | 27101—27200 | 28101—28200 | 29101—29200 |
| 20201—20300               | 21201—21300 | 22201—22300 | 23201—23300 | 24201—24300 | 25201—25300 | 26201—26300 | 27201—27300 | 28201—28300 | 29201—29300 |
| 20301—20400               | 21301—21400 | 22301—22400 | 23301—23400 | 24301—24400 | 25301—25400 | 26301—26400 | 27301—27400 | 28301—28400 | 29301—29400 |
| 20401—20500               | 21401—21500 | 22401—22500 | 23401—23500 | 24401—24500 | 25401—25500 | 26401—26500 | 27401—27500 | 28401—28500 | 29401—29500 |
| 20501—20600               | 21501—21600 | 22501—22600 | 23501—23600 | 24501—24600 | 25501—25600 | 26501—26600 | 27501—27600 | 28501—28600 | 29501—29600 |
| 20601—20700               | 21601—21700 | 22601—22700 | 23601—23700 | 24601—24700 | 25601—25700 | 26601—26700 | 27601—27700 | 28601—28700 | 29601—29700 |
| 20701—20800               | 21701—21800 | 22701—22800 | 23701—23800 | 24701—24800 | 25701—25800 | 26701—26800 | 27701—27800 | 28701—28800 | 29701—29800 |
| 20801—20900               | 21801—21900 | 22801—22900 | 23801—23900 | 24801—24900 | 25801—25900 | 26801—26900 | 27801—27900 | 28801—28900 | 29801—29900 |
| 20901—21000               | 21901—22000 | 22901—23000 | 23901—24000 | 24901—25000 | 25901—26000 | 26901—27000 | 27901—28000 | 28901—29000 | 29901—30000 |